# 佐藤焼酎製造場
佐藤焼酎製造場株式会社（さとうしょうちゅうせいぞうじょう）は日本の酒造会社。「天の刻印」「銀の水」などを醸造している。

## 歴史
1905年（明治38年9月）宮崎県延岡市鹿狩瀬町にて村議であった初代・佐藤松太郎が酒造免許を取得し創業。高品質な本格焼酎を追究し、手造りの製麹、木桶仕込み、カブト釜式蒸留器で麦焼酎「鹿印」を生産していた。旧延岡藩は豊後国（大分県）や天領日田の影響を受け、労働者向けの芋焼酎ではなく、穀物を原材料とした上質な献上用焼酎を製造していたことが背景にある。
太平洋戦争が激化する中で食糧難となり、一時操業停止に追い込まれた。
1948年（昭和23年）戦後復員した三代目・佐藤秀十郎は酒蔵を鉄筋コンクリート造に建て替え、酒造りを再開した。高度経済成長に伴い酒造技術・設備も飛躍的に成長した。小麦焼酎「こむぎ」を開発・発売。
1976年（昭和51年）特産の栗を主原料とした栗焼酎を世界で初めて製造し「くり焼酎三代の松」（みよのまつ）を製品化した。
1980年代、アメリカン・ホワイト・オーク樽やシェリー樽等などを使用した米焼酎の樫樽熟成技術を研究。その後30年以上かけて熟成技術を確立していった。
1984年（昭和59年）樫樽熟成焼酎「蘭珠」（らんじゅ）を発売。この原酒が現在アメリカでシェアを拡大している純日本産のジャパニーズ・ライス・ウイスキー の礎となっている。
2000年（平成12年）三代目・水江順治が麦焼酎「銀の水」（ぎんのみず）を発売。洗練されたフルーティさで関西を中心にプレミアム化した。同年「天の刻印」（てんのこくいん）もリリースし迎賓館赤坂離宮でVVIPに愛飲されるなど関東地方の高級店を中心に採用された 地酒専門店限定銘柄で販路は少ないが第四次焼酎ブームと相まって受注過多となり一時出荷停止となる売上であった。現在も同社の主力銘柄である。
2007年（平成19年）には宮崎県延岡市祝子町に現在の本社酒蔵を新築。本社機能ごと移転した。　2017BYより杜氏に甲斐智(宮崎県延岡市出身)が就任している。
2020年（令和2年）には国立極地研究所の南極地域観測隊が「天の刻印」をはじめ同蔵の本格焼酎多数を南極観測船しらせに積載し、昭和基地に持ち込んだ。本格焼酎が南極上陸を果たしたことに影響された五代目・古賀隆雄 は氷点下濾過技術を応用して「南極上陸 天の刻印」を開発し、限定販売した。 再販を重ねるも完売する などコロナ禍において同社を救うヒット商品となった。 同年発売した樫樽熟成麦焼酎「天の刻印 秘伝」、「天の刻印 CRAFT」シリーズ、「菅原水鏡」（セレクトPB商品） と共に東京ウイスキー＆スピリッツコンペティションで金賞を受賞した。

## 酒蔵
2007年（平成12年）に竣工した現在の酒蔵はFactory（工房）とMusium（美術館）の造語である「FACTORIUM」をテーマに設計・建築された。アール型棟とストレート棟の高屋根で安藤忠雄建築様の鉄筋コンクリート構造の打ちっぱなし仕上げ。地上2階地下1階建て。蔵内の随所に美術品、絵画、壁画があり、蔵人が醸す本格焼酎も含めて芸術作品となっている。 また著名人等へのホスピタリティを目的とした完全貸切対応も行っている。平成20年度延岡市都市景観賞優秀賞受賞。
イベントスペースとして春の蔵開き、地域学習、結婚披露宴 JA延岡焼肉大会も開催されている。

## 商品

### 天の刻印
- 天の刻印
- 天の刻印 BLACK
- 天の刻印 秘伝
- 南極上陸 天の刻印
- 星河一天 天の刻印
- 桜花乱舞 天の刻印
- 天の刻印 CRAFT 麦
- 天の刻印 CRAFT 芋
- 天の刻印 CRAFT 米

### 銀の水
- 銀の水
- 銀の水 BLACK

### 亮天
- 亮天 白麹
- 亮天 黒麹
- 亮天 20度
- 亮天 隠甕

### くり焼酎
- くり焼酎 三代の松

### 蘭珠
- 蘭珠Y's（らんじゅイヤーズ）
- 蘭珠

### その他
- 松の蔵（(株)髙島屋限定）
- 延岡城下町
- かる～い焼酎
- 菅原水鏡25年（(株)酒商菅原限定）

### 贅沢なリキュール
- 贅沢なももリキュール
- 贅沢なゆずレモンリキュール
- 贅沢な梅酒
- 贅沢なくりリキュール
- 贅沢なヨーグルトリキュール